# I. liga 1965-1966
L'edizione 1965/66 del campionato cecoslovacco di calcio vide la vittoria finale del Dukla Praga.
Capocannoniere del torneo fu Ladislav Michalík del Football Club Baník Ostrava con 15 reti.

## Classifica finale
|    | Classifica                        | G  | V  | N  | P  | GF | GS | DR  | Pti |
| -- | --------------------------------- | -- | -- | -- | -- | -- | -- | --- | --- |
| 1  | Dukla Praga                       | 26 | 13 | 7  | 6  | 40 | 23 | +17 | 33  |
| 2  | Sparta ČKD Praga                  | 26 | 13 | 7  | 6  | 47 | 30 | +17 | 33  |
| 3  | Slavia Praga                      | 26 | 12 | 9  | 5  | 35 | 24 | +11 | 33  |
| 4  | Internacionál Slovnaft Bratislava | 26 | 10 | 10 | 6  | 36 | 30 | +6  | 30  |
| 5  | Jednota Trenčín                   | 26 | 10 | 8  | 8  | 27 | 21 | +6  | 28  |
| 6  | Spartak Trnava                    | 26 | 12 | 3  | 11 | 34 | 26 | +6  | 27  |
| 7  | Slovan CHZJD Bratislava           | 26 | 9  | 7  | 10 | 34 | 29 | +5  | 25  |
| 8  | Spartak Hradec Králové            | 26 | 8  | 9  | 9  | 29 | 34 | -5  | 25  |
| 9  | VSS Košice                        | 26 | 8  | 8  | 10 | 26 | 31 | -5  | 24  |
| 10 | Spartak ZJS Brno                  | 26 | 5  | 12 | 9  | 21 | 31 | -10 | 22  |
| 11 | Slovan Teplice                    | 26 | 9  | 4  | 13 | 20 | 36 | -16 | 22  |
| 12 | Lokomotíva VSŽ Košice             | 26 | 7  | 8  | 11 | 19 | 39 | -20 | 22  |
| 13 | Baník Ostrava                     | 26 | 8  | 5  | 13 | 36 | 38 | -2  | 21  |
| 14 | Tatran Prešov                     | 26 | 5  | 9  | 12 | 24 | 36 | -12 | 19  |

## Verdetti
- Dukla Praga Campione di Cecoslovacchia 1965/66.
- Dukla Praga ammessa alla Coppa dei Campioni 1966-1967.
- Baník Ostrava e Tatran Prešov retrocesse.